# Muć
Muć je mjesto i općina u Splitsko-dalmatinskoj županiji. Nakon Drugog svjetskog rata korišteni su nazivi Muć Gornji i Muć Donji. Nalazi se u Dalmatinskoj zagori na prosječno 450 m n/v u podnožju brda Moseća (najviši vrh Movran u selu Postinje Gornje 843 m n/v) i nedaleko od planine Svilaje (1508 m n/v). Administrativno se nalazi u Splitsko-dalmatinskoj županiji, regionalno u Dalmaciji. Muć se proteže državnom cestom D56 u duljini od 7 km od poslovne zone Priske (iza sela Gizdavca) do početka sela Postinje Gornje.
Starohrvatski naziv Muća je Zmina. I danas postoje određene težnje za povratom staroga naziv Zmina. Muć je središte Zagore i središnje mjesto starohrvatske srednjovjekovne Dalmacije – kolijevke hrvatske državnosti.
Muć obiluje arheološkim nalazima, posebno iz najstarije hrvatske prošlosti. Mućki kraj ima bogate korijene u tradiciji hrvatskog naroda.
U današnje vrijeme, 2014. godine; općinsko središte Muć (Zmina) ima osnovnu školu, vrtić s cjelodnevnim boravkom za djecu, dobrovoljno vatrogasno društvo, dvije prodavaonice (jedan supermarket i jednu trgovinu), četiri ugostiteljska objekta (caffe bara), hitnu pomoć, tri liječničke ordinacije s izabranim liječnicima opće prakse, dvije stomatološke ordinacije, župni ured, povremeni Matični ured, tvornicu metalnih proizvoda i nekoliko privatnih prodavaonica, manjih poduzeća i sl.
Područje je izrazito povoljno za stanovanje i ulaganje (brdsko-planinsko područje), blizina Splita (25 km), Sinja (15 km), Solina (20 km) i Drniša (35 km).

## Općinska naselja
U sastavu općine je 17 naselja (stanje 2006.), to su: Bračević, Crivac, Donje Ogorje, Donje Postinje, Donji Muć, Gizdavac, Gornje Ogorje, Gornje Postinje, Gornji Muć, Mala Milešina, Neorić, Pribude, Radunić, Ramljane, Sutina, Velika Milešina i Zelovo.

## Zemljopis
Muć (Zmina) se nalazi u Dalmatinskoj zagori, na prosječnoj nadmorskoj visini od oko 450 metara. Općina Muć zauzima 210,80 km2. Pojedini dijelovi općine Muć nalaze se i na puno većim nadmorskim visinama. Općina je udaljena od mora 15-20 km. Samo područje Općine Muć nalazi se ponajviše između brda Moseća (806 m) i planine Svilaje (1508 m). Klima je oštra, s dosta snježnim zimama, temperaturama koje ponekad znaju ići i ispod -10 °C, a ljeta su izrazito vruća s visokim temperaturama i iznad 38 °C. Značajke područja koje se nalazi u samome srcu Dalmatinske zagore karakteristične su po kamenjaru s malo plodnoga tla a razlikuju se od ostataka Dalmatinske zagore što na svome području imaju Mućko polje koje se proteže od sela Neorića do Donjega Postinja.

## Stanovništvo
| broj stanovnika | 5802  | 5999  | 6200  | 6641  | 7373  | 8048  | 8038  | 9263  | 8714  | 8623  | 8012  | 7319  | 5887  | 4676  | 4074  | 3882  | 3465  |
|                 | 1857. | 1869. | 1880. | 1890. | 1900. | 1910. | 1921. | 1931. | 1948. | 1953. | 1961. | 1971. | 1981. | 1991. | 2001. | 2011. | 2021. |

### Popis 2001.
Naselja u sastavu općine (u zagradama je broj stanovnika) temeljem popisa stanovništva iz 2001 godine.: 4082 stanovnika: Bračević (205), Crivac (411), Donje Ogorje (114), Donje Postinje (104), Donji Muć (570), Gizdavac (101), Gornje Postinje (138), Gornje Ogorje (218), Gornji Muć (522), Mala Milešina (26), Neorić (879), Pribude (126), Radunić (85), Ramljane (223), Sutina (313), Velika Milešina (34), Zelovo (13).

### Popis 2011.
Popisom stanovništva u 2011. godini je na području općine Muć živjelo 3882 stanovnika, točno 200 stanovnika manje nego 10 godina prije, cca 5 % manje u odnosu na prošli popis stanovništva. Navedena činjenica pokazuje negativan trend.
Velika većina stanovništva u Općini Muć su Hrvati – katolici, s vrlo malim brojem stanovništva drugih narodnosti i vjeroispovijesti. Veliki broj ljudi raseljen je širom svijeta u potrazi "trbuhom za kruhom" suočen s teškim i napornim životom na škrtom kamenjaru ali i političkim razlozima nakon II. svjetskog rata.

## Uprava
U Muću Donjemu nalazi se sjedište Općine Muć. Svi ostali prostori u vlasništvu Općine Muć nisu u uporabi.
Dom kulture je obnovljen sredstvima EU (siječanj 2023.), a izgrađen je i suvremeni Vatrogasni dom. 

## Povijest
Toponim Zmina se prvi put spominje u ispravi kralja Zvonimira od 16. travnja 1078. godine. Tom se prigodom navodi kao utvrda. Prema pisanju bizantinskog cara Konstantina VII. Porfirogeneta stara se hrvatska država sastojala od jedanaest županija čija su središta bila stare gradinske utvrde. Neke prostranije županije su imale više takvih uporišta, a jedno od njih bila je i Zmina. Postojanje Zmine kao zasebne cjeline moglo bi se pretpostaviti i dvjesto godina ranije, u doba Branimira, ako uzmemo kao znakovito podizanje crkve sv. Petra 888. godine u današnjem Muću Gornjem. Pučanstvo starohrvatskih županja sačinjavali su najvećim dijelom Hrvati. 
Dolazak Turaka na ovo područje prekinuo je dotadašnji razvoj. Nakon pada utvrde Neorića 1538. godine Zmina je ostala pod Turcima sljedećih 150 godina. Nova turska vlast ubrzo je poduzela korake kako bi naselila polupustu Zminu. Vjerojatno je manji dio starosjedoca ostao, ali pridošlice su ipak prevagnule. Oni su donijeli i novo ime – Muć. Prigodom popisivanja Bosanskog sandžaka 1528. godine prvi put u pisanim ispravama nailazimo na to ime. Početkom 18. stoljeća stanovništvo prestaje koristiti naziv Zmina, a ostaje Muć.
Nakon Drugog svjetskog rata u službenu uporabu dolaze nazivi Gornji Muć i Donji Muć t.j. Muć Donji i Muć Gornji.

## Gospodarstvo
Gospodarstvo je slabo razvijeno. U zadnjih nekoliko godina reaktivirana je bivša tvornica auto-dijelova u središtu Muća, a u budućnosti se očekuje industrijski napredak po završetku recesijske krize u obliku bolje izgradnje industrijskih zona u Prisikama, Priske 0, Priske I i Priske II.
Razvoj područja temelji se na infrastrukturi – gotovo sve prometnice su asfaltirane.
Sva kućanstva ipak nemaju vodovodnu mrežu kako je to bilo obećavano "do ulaska u EU" iz razloga astronomskih cjena priključaka na vodovodnu mrežu u 21. stoljeću. Kanalizacijska mreža ne postoji. Muć nema ni metra pješačkoga trotoara te se iz toga razloga spominje kao visokorizično mjesto za proputovanje.
Telefonijom i širokopojasnim internetom pokriveno je cijelo područje općine Muć.
Općina Muć je pripadala brdsko-planinskom području RH (P4)(podatak iz 2013). 

## Poznate osobe
- Aljoša Asanović (Neorić) – nogometaš
- Vladimir Beara (Zelovo) – nogometaš
- Toma Bebić (Muć) – hrvatski multidisciplinarni umjetnik
- Željko Kerum (Ogorje) – poduzetnik, političar
- Matko Jelavić (Muć) – pjevač
- Šandor Romano (Ramljane) – humorist, zabavljač, izvjestitelj, novinar, putopisac
- Vladimir Bebić (Muć) – političar
- Ante Jelavić Mitrović – ustavni sudac (potpredsjednik ustavnog suda)
- Ivo Purišić (Muć) – viceadmiral i partizanski zapovjednik
- Petar Šolić (Sutina) – biskup Splitsko-Makarske nadbiskupije
- Ivan Dadić (Ogorje) – prometni ekspert Fakulteta Prometnih Znanosti u Zagrebu
- Vlado Dadić (Ogorje) – kirurg/urolog KBC-a Split
- Vlado Dadić (Ogorje) – znanstveni savjetnik laboratorija za fiziku Oceanografskog instituta u Splitu
- general pukovnik Boris Šerić (Pribude) – bivši zapovjednik Hrvatske kopnene vojske
- general zbora Mirko Šundov (Bračević) – bivši načelnik Glavnog stožera Oružanih snaga Republike Hrvatske

## Spomenici i znamenitosti
Na oltarnoj pregradi crkve u Muću Gornjem uklesan je tekst pisma napisanog 7. lipnja 879. godine. Na taj dan, papa Ivan VIII. piše pismo "dragom sinu Branimiru", hrvatskom biskupu Teodoziju, hrvatskom svećenstvu i hrvatskom narodu kojim potvrđuje prihvaćanje, podržavanje i zaštitu novoustrojenog hrvatskog političkog opredijeljenja. 7. lipnja 879. godine smatra se prvim međunarodnim priznanjem hrvatske državotvornosti i u Republici Hrvatskoj se obilježava kao Dan hrvatske diplomacije.
Zadovoljan što se Hrvatska "vratila" pod okrilje Rimske Crkve papa Ivan VIII. je, na Branimirovu molbu, u crkvi sv. Petra, 21. svibnja 879., blagoslovio kneza, hrvatski narod i hrvatsku državu ("Naime, kad smo na dan Uzašašća Gospodinova slavili misnu žrtvu na svetome oltaru blaženoga Petra apostola, s uzdignutim rukama, blagoslovili smo tebe i sav tvoj narod kao i cijelu tvoju zemlju, da ovdje i u vječnosti možeš tijelom i dušom zdrav sretno i sigurno vladati zemljom koju imaš i da bi se poslije smrti nebesima sretno vratio s Bogom veselio i vječno upravljao..."), što je, po tadašnjem međunarodnom pravu, a u skladu s poimanjem papinskog univerzalizma i papinskim pravom priznavanja zakonitosti vlasti i vladara, značilo priznanje Branimira zakonitim vladarom, a Hrvatske neovisnom državom. To je bilo međunarodno priznanje Hrvatske.

## Obrazovanje
Muć (Zmina) ima najbolje očuvanu staru osnovnu školu koja nosi ime po hrvatskom knezu Branimiru čija se vladavina Hrvatskom državom u IX. stoljeću usko veže uz pojam i ime Muć (Zmina).
- Osnovna škola "kneza Branimira" – Muć Donji
- Osnovna škola "Neorić-Sutina" – Neorić
- Osnovna škola "braća Radić" – Vrba

## Kultura
KUD "Branimir 888" Muć osnovano je s ciljem očuvanja tradicije i običaja mućkog kraja, Dalmacije ali i cijele Hrvatske. Djeluje dugi niz godina, a 1998. godine dobiva ime po hrvatskom knezu Branimiru koji je upravo u Muću 888. godine podigao crkvu Sv. Marije.
Društvo okuplja preko 150 članova različite dobi a njihov rad je prisutan u sekcijama: folklornog ansambla, dječje folklorne skupine, pučkih pjevača tradicijskih napjeva, svirača na tradicijskim glazbalima.
Folklornim ansamblom rukovodi poznati hrvatski koreograf Branko Šegović čijih nekoliko koreografija Društvo i izvodi. Uz izvorni folklor ovog kraja, koji evocira tradicijske običaje Dalmatinske zagore, posebno mućkog kraja, KUD Branimir 888 izvodi i koreografirani folklor poznatih hrvatskih koreografa. 
Društvo je redovni sudionik Smotre dalmatinskog folklora "Na Neretvu misečina pala" u Metkoviću te drugih smotri u Hrvatskoj poput Vinkovačkih jeseni, Đakovačkih vezova, Brodskog kola itd. Društvo je nastupalo i u inozemstvu, posebno u Njemačkoj, Poljskoj, Makedoniji i u susjednoj Bosni i Hercegovini. KUD je organizator smotre folklora "Stara je škrinja otvorena" koju u suradnji s Hrvatskim saborom kulture organizira tijekom mjeseca lipnja.

## Vanjske poveznice
- Službena stranica  Arhivirana inačica izvorne stranice od 19. srpnja 2014. (Wayback Machine)
- Zmina